# Zero Time Dilemma
Zero Time Dilemma (en japonés: ZERO ESCAPE 刻のジレンマ, romanizado: Zero Escape: Toki no Jirenma, lit. 'Zero Escape: Time Dilemma'), también conocido como Zero Escape: Zero Time Dilemma , es un videojuego de aventura desarrollado por Chime y publicado por Spike Chunsoft y Aksys Games. Es la tercera entrega de la serie Zero Escape, después de Nine Hours, Nine Persons, Nine Doors (2009) y Virtue's Last Reward (2012). El juego se lanzó para Nintendo 3DS, PlayStation Vita y Microsoft Windows en 2016, para PlayStation 4 en 2017 y para Xbox One en 2022. A partir de diciembre de 2021, ya no está disponible para su compra en Nintendo eShop de América del Norte y Europa .
La historia se desarrolla entre los dos juegos anteriores y sigue a nueve personas que son secuestradas por una persona enmascarada conocida como Zero. Se dividen en tres equipos y se ven obligados a jugar un juego de muerte llamado "Juego de decisión". El jugador asume el papel de tres de los personajes y juega a través de los capítulos de los que se compone la historia: estos consisten en cinemáticas animadas, acertijos de escape de la habitación y decisiones morales que el jugador debe tomar. Los capítulos representan períodos de 90 minutos y se pueden reproducir desordenadamente.
El juego fue dirigido y escrito por el creador de la serie Kotaro Uchikoshi, e incluye música de Shinji Hosoe y diseños de personajes de Rui Tomono. Uchikoshi había comenzado a planificar la historia del juego en 2012, pero el desarrollo se suspendió debido al fracaso comercial de la serie en Japón. En 2015, se anunció que el desarrollo se había reanudado en respuesta a la gran demanda de la base de fans de la serie. El juego fue recibido positivamente por la crítica.

## Jugabilidad
Zero Time Dilemma es un videojuego de aventuras que consta de varios capítulos, que representan períodos de 90 minutos; Los capítulos constan de secciones narrativas y secciones de rompecabezas de escape de la habitación. Los capítulos, denominados "fragmentos", se eligen a través del sistema de fragmentos flotantes, en el que el jugador elige un fragmento para jugar en función de una imagen y una descripción vaga. Los fragmentos se pueden reproducir desordenados; los personajes pierden la memoria después de cada período de 90 minutos y no saben dónde están en la línea de tiempo. Cuando el jugador completa un fragmento, regresa a la pantalla Fragmento flotante y el fragmento completo se coloca en un diagrama de flujo narrativo, que indica dónde tiene lugar en la historia.
Las secciones narrativas se presentan como cinemáticas animadas tridimensionales, con movimientos de cámara y actuación de voz completa en japonés e inglés. Las secciones de Escape, que incluyen trece salas diferentes, involucran al jugador buscando herramientas y pistas en la sala a través de una interfaz de point-and-click en una perspectiva en primera persona y resolviendo acertijos. Los acertijos son en su mayoría autónomos y ponen a prueba las habilidades y la memoria del jugador para resolver problemas; entre estos hay acertijos en los que el jugador tiene que descifrar mensajes y otros en los que tiene que alinear correctamente los lados de un objeto tridimensional.
Después de completar una sección de Escape, el jugador debe tomar una posición en una decisión moral; una de esas decisiones implica que un personaje esté encerrado en una silla con un arma al lado y otro personaje dentro de un incinerador. Para detener el incinerador, el jugador debe elegir apretar el gatillo, que tiene un 50% de posibilidades de disparar una bala real, matando al personaje en la silla. La forma en que se toman las decisiones varía: algunas implican elegir entre opciones y otras hacen que el jugador ingrese su propia respuesta.

## Trama

### Escenario y personajes
Zero Time Dilemma se desarrolla entre los eventos de Nine Hours, Nine Persons, Nine Doors y Virtue's Last Reward. El juego sigue a nueve personajes que han sido encerrados en un refugio subterráneo para bombas nucleares y se ven obligados a jugar un juego de muerte llamado Decision Game, que está dirigido por una persona enmascarada conocida como Zero. El refugio está dividido en tres salas, con tres personas ubicadas en cada sección, formando tres equipos: C-Team, Q-Team y D-Team. Para llegar a la sala del ascensor central y escapar, los personajes necesitan seis contraseñas; una contraseña se revela cada vez que uno de ellos muere. Todos los personajes usan relojes que les inyectan una droga cada 90 minutos, induciendo la pérdida de memoria. Muy involucrada en la tradición del juego está la teoría de muchos mundos, donde cada decisión que se toma crea universos alternativos donde se elige lo contrario; estas líneas de tiempo conforman las múltiples rutas del juego.
C-Team incluye a Carlos, un bombero con un fuerte sentido de la justicia; Akane, miembro de una sociedad secreta que trabaja por un futuro pacífico, y que pretende ser una "mujer japonesa ideal, ordenada y limpia"; y Junpei, un amigo de la infancia de Akane, que se unió a una agencia de detectives para encontrarla después de que no se supo nada de ella. Q-Team incluye a un ingenuo niño amnésico que usa un casco esférico; Eric, un empleado de una heladería que se quiebra fácilmente bajo presión; y Mira, quien no muestra mucha emoción y está en una relación con Eric. D-Team incluye a Diana, una enfermera pacifista a la que no le gusta pelear; Phi, una mujer inteligente que participó en el experimento Dcom (Vivienda para la Cohabitación Experimental de Marte) junto con Akane y Sigma para salvar al mundo del virus Radical-6; y Sigma, un hombre de 67 años en el cuerpo de un joven de 22 años. Además, hay un perro llamado Gab que puede pasar por los conductos de ventilación entre las secciones para enviar mensajes entre los equipos.

### Sinopsis
Los nueve participantes del experimento Dcom son secuestrados por un individuo enmascarado conocido como Zero, quien los hace jugar al lanzamiento de una moneda; si ganan, son puestos en libertad sin recordar lo que sucedió, y si pierden, se despiertan en una instalación separada en tres salas, con un equipo en cada una. Después de perder, se ven obligados a jugar el "Juego de decisión" y votar por uno de los equipos; el que tiene más votos es ejecutado. En este punto, la historia comienza a ramificarse en diferentes líneas de tiempo según las elecciones de los jugadores.
En una línea de tiempo, Phi muere y Diana y Sigma quedan atrapadas en las instalaciones. Descubren un dispositivo transportador, que utilizan para enviar copias de sí mismos a otra línea de tiempo; sin embargo, sus seres originales permanecen y el transportador tarda diez meses en recargarse. Comienzan una relación y Diana luego da a luz a mellizos, un niño y una niña a quienes llaman Delta y Phi. Usando el transportador recargado, envían a los bebés al pasado para mantenerlos a salvo de Zero. En otra línea de tiempo, Akane se da cuenta de que Carlos puede enviar su conciencia entre líneas de tiempo en tiempos de peligro, lo que ella llama "Transferencia fluctuante interna humana del espacio-tiempo", o "cambio". A través de la resonancia de la habilidad de Carlos, C-Team cambia entre líneas de tiempo para recopilar contraseñas, robot humanoide llamado Sean, para atacarlos por violar las reglas.
Carlos huye cambiando a la línea de tiempo a la que habían sido transportadas las copias de Diana y Sigma. Diana y Sigma llegan a una habitación con cápsulas para dormir, donde encuentran y despiertan a Eric y Sean, y encuentran los cadáveres de los participantes restantes. Armado con una escopeta, Eric exige saber quién mató a Mira; Carlos dice que debe ser inocente como lo fue en el Pabellón C, pero Diana se da cuenta de que los pabellones no están separados: solo hay un salón, que cambia de apariencia usando el mapeo de proyección. Se dan cuenta de que solo un equipo está activo a la vez, mientras que el resto permanece dormido en las cápsulas. Sean revela la verdadera identidad de Zero: él es Delta, un anciano que se cree que está en silla de ruedas, sordo, ciego y mudo, que había estado con Q-Team todo el tiempo, pero fuera de cámara desde la perspectiva del jugador. Admite que mató a Mira, quien se revela como un asesino en serie llamado Heart Ripper, y evita que los participantes escapen usando sus habilidades percepción extrasensorial para hacer que Eric dispare a todos menos a Diana.
En la línea de tiempo que conduce a los eventos de Virtue's Last Reward , Phi está infectada con Radical-6, que tiene un 75% de posibilidades de provocar una intención suicida. Junpei y Akane se enteran de que Zero provocó un brote de Radical-6 con la esperanza de que mataría a un fanático religioso que provocaría la extinción total de la humanidad; Radical-6 fue visto como el mal menor, ya que permitiría sobrevivir a dos mil millones de personas. En la línea de tiempo donde no se ejecutaron equipos, los participantes que pueden cambiar recuerdan sus recuerdos de líneas de tiempo anteriores. Delta dice que ejecutó el Juego de decisiones para asegurar su nacimiento y el de Phi, y para causar cambios epigenéticos en Diana y Sigma, lo que le dio a Phi la capacidad de cambiar y a Delta la capacidad de leer la mente y controlar brevemente los cuerpos de los demás.
Los participantes activan la "caja de salida forzada" en el salón, comenzando la secuencia de autodestrucción de la instalación. Akane se da cuenta de que el peligro inminente y la resonancia de los cambiaformas reunidos permitirían a los participantes cambiar a la línea de tiempo donde ganaron el lanzamiento de la moneda y fueron liberados. Después de cambiar, amenazan con llamar a la policía de Delta, pero él señala que no ha cometido ningún delito en la línea de tiempo actual. Él dice que no habrá un brote de Radical-6 en esta línea de tiempo, lo que significa que la humanidad se extinguirá, pero que los participantes ahora están decididos a cambiar el futuro; él dice que uno de sus objetivos era lograr que tuvieran este estado de ánimo. Le da a Carlos una pistola con la opción de matar a Delta o dejarlo vivir, diciendo que el destino de la humanidad está en juego. El juego termina con Carlos apuntando el arma.
En los epílogos, la hermana de Carlos se recupera de una enfermedad y también adquiere la capacidad de saltar entre líneas de tiempo. Carlos se ha convertido en una figura de hermano para Akane y Junpei, quienes se van a casar, y los tres prometen detener al extremista religioso. Mira se entregó por sus asesinatos y se casó con Eric, pero Sean la saca de la prisión para que puedan usar el transportador para evitar que Mira cometa sus asesinatos en el pasado. Se especula que la Phi de 1904 se convirtió en una investigadora que estudió el transportador hasta bien entrada la centena.

## Desarrollo

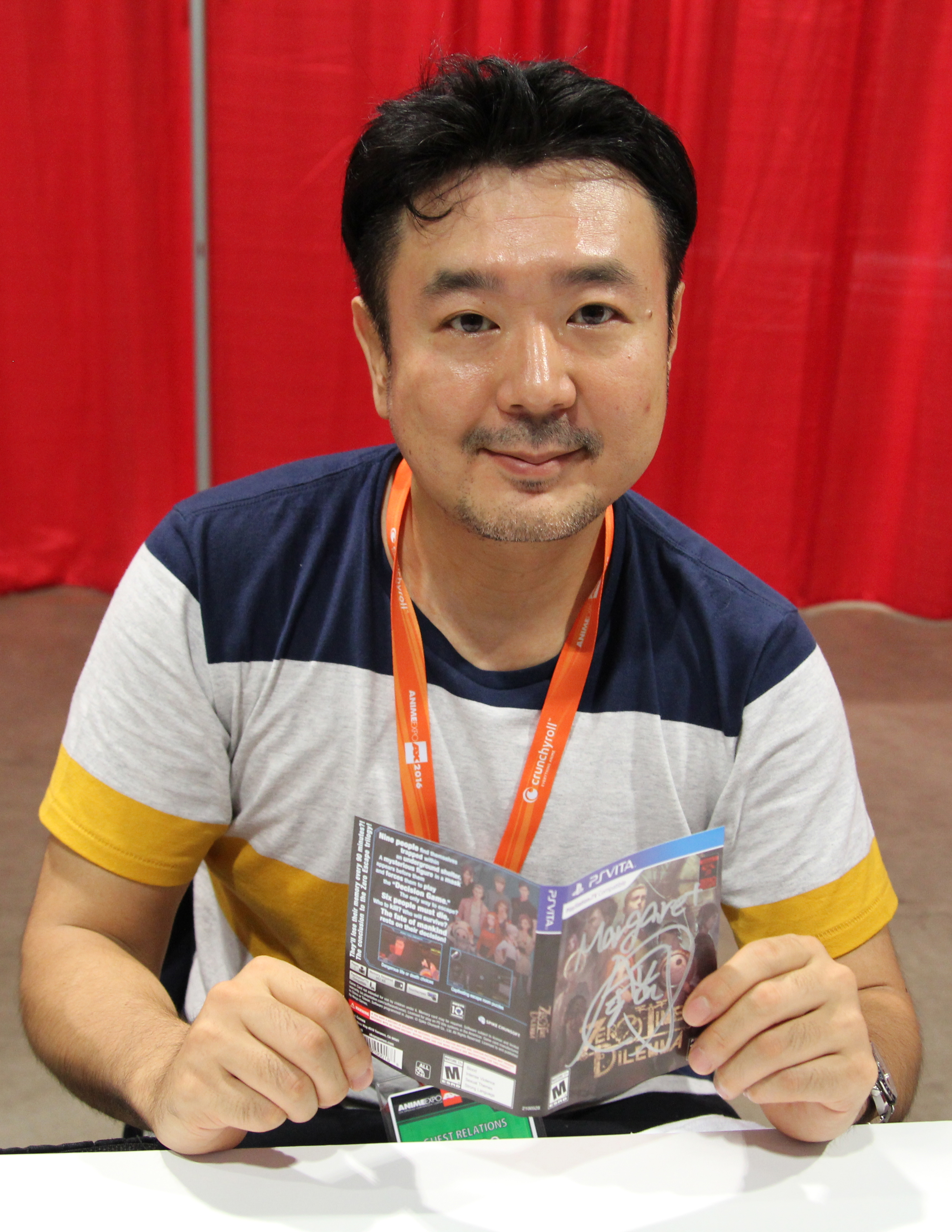
El juego fue dirigido por Kotaro Uchikoshi, quien pretendía que fuera la última entrada de la serie

Zero Time Dilemma fue desarrollado por Chime, y dirigido y escrito por Kotaro Uchikoshi, con música compuesta por Shinji Hosoe. Uchikoshi mencionó por primera vez los detalles de un tercer juego Zero Escape en 2012, afirmando que sería la última entrada de la serie; para 2013, dijo que había terminado de planificar la historia, pero que el desarrollo aún no había comenzado. En febrero de 2014, el proyecto se suspendió indefinidamente en respuesta a la mala recepción comercial de la serie en Japón.
Uchikoshi examinó la posibilidad de financiar el desarrollo mediante el uso de crowdfunding en un sitio web como Kickstarter, pero sintió que la idea no sería lo suficientemente persuasiva para cumplir con el objetivo; también buscó oportunidades con ejecutivos e inversores. El fandom de la serie creó Operation Bluebird, una campaña en línea para dar a conocer la serie y apoyar el desarrollo del juego, en respuesta a su pausa. Al presentar el tono para el juego, Uchikoshi abrió con una interpretación vocal hecha por fanáticos del tema principal de la serie, "Morphogenetic Sorrow"; consideró que este era un punto importante para que se aprobara el proyecto. En la Anime Expo 2015 en julio, Aksys Games anunció que se había reanudado el desarrollo del tercer juego, citando la gran demanda y el conocimiento del juego como factores clave para su revaluación. Para marzo de 2016, el desarrollo estaba terminado en un 80%. La migración del juego a Microsoft Windows estuvo a cargo de Chime, con el asesoramiento de Abstraction Games, que había trabajado anteriormente en las adaptaciones de Microsoft Windows para la serie Danganronpa.
Para la música, Uchikoshi escribió instrucciones sobre el estado de ánimo y el concepto del juego, describiéndolo como "triste y solitario, como un disco desgastado" y "oscuro y visceral". Hosoe describió la música como generalmente menos melódica: debido a que no podían hacer que la música sonara en el momento justo como en la película, decidieron durante la etapa de planificación incluir silencio en la banda sonora, por lo que Hosoe creó pistas atmosféricas para usarlas como ruido de fondo. Porque los personajes de Nueve Horas, Nueve Personas, Nueve Puertas Junpei y Akane y la Última Recompensa de la Virtudpersonajes Sigma y Phi aparecen en el juego, Uchikoshi decidió incluir arreglos de canciones de esos dos juegos en la banda sonora. También hizo que se incluyeran las canciones "Digital Root" y "Trepidation", que se habían utilizado en los dos juegos anteriores, ya que las vio como una especie de temas musicales que unen los juegos como una serie, de manera similar a "Marcha Imperial"  de la saga de películas de Star Wars. Hosoe recibió una lista de las canciones que se reorganizarían y cómo se utilizarían dentro del juego, y se le pidió que compusiera un total de 45 canciones; sin embargo, terminó componiendo casi 70 canciones, asegurándose de que tuvieran algo que encajara en cada situación del juego. Para el tema final, Hosoe incorporó varias devoluciones de llamada a canciones de los juegos anteriores como "una despedida de la serie", lo que lleva a "Morphogenetic Sorrow".
Se reclutó a dos creadores de acertijos para diseñar los escenarios de escape de la habitación; Uchikoshi describió a uno de ellos como creador de rompecabezas "ortodoxos", y al otro, el creador de Strider, Kouichi Yotsui, como creador de tipos de rompecabezas "únicos y listos para usar". Les dio una idea aproximada de lo que quería que transmitiera cada rompecabezas y cómo quería que se resolvieran. Los diseñadores de acertijos crearían un borrador, que él finalizaría junto con ellos.

### Historia y temas
Originalmente, se planeó que el juego se desarrollara simultáneamente con el juego Zero Escape anterior, Virtue's Last Reward, con los dos juegos "emparejados como un conjunto", y con Virtue's Last Reward teniendo un final de suspenso. Con Zero Time Dilemma, Uchikoshi tenía la intención de resolver todos los misterios que quedaron del juego anterior, así como todos los presentados en el tercero, al mismo tiempo que intentaba hacer que la historia fuera agradable para los jugadores primerizos. Esto se usó como un "marco básico" para escribir la historia dentro. Además de averiguar cómo explicar los misterios evitando contradicciones con Virtue's Last Reward, agregaron historias paralelas a la narrativa para darle "un poco de fuerza extra". También tomaron en consideración la habilidad de viajar en el tiempo que tienen algunos personajes en Virtue's Last Reward , ya que abrió más posibilidades narrativas. Uchikoshi trabajó con otros dos escritores; los tres se ayudaron mutuamente a generar ideas y descubrir las mejores formas de hacer que la historia funcione. Cuando se le ocurrió la historia, supo desde el principio que quería que Sigma, Phi y Diana estuvieran en un equipo y Akane en otro; esto dejó espacios abiertos en los equipos, que se llenaron con otros personajes a medida que avanzaba el desarrollo de la historia. El guion tardó un año en escribirse. Si bien Uchikoshi ya había tenido una idea para el escenario y los eventos de Zero Time Dilemma al escribir Virtue's Last Reward, la estructura del juego cambió cuando llegó el momento de implementarlo. Una razón fue que los personajes "toman vida propia y toman sus propias decisiones" cuando escribe desde su punto de vista, y que los personajes pueden llevar la historia en una dirección diferente a la que había planeado originalmente; la mayor parte del tiempo, dejaría que la historia siguiera donde los personajes quieren ir en lugar de forzarla a seguir sus planes originales, lo que lleva a cambios en la historia y la estructura. El presupuesto dictaba en parte la ambientación del juego en un espacio cerrado, ya que requería pocos recursos artísticos para desarrollarse.
El tema principal del juego es la moralidad, y es el juego de la serie con el mayor enfoque en la filosofía; Uchikoshi tiene la intención de que la "forma de pensar, los valores y las virtudes" del jugador se sacudan intensamente mientras juegan. El "dilema" en el título del juego refleja esto, ya que el juego le pregunta al jugador si las elecciones que hace son las correctas. Otro tema principal es la identidad y cómo las personas intentan descubrir quiénes son. Esto provino de las luchas personales de Uchikoshi con problemas de identidad: dijo que "siempre está pensando en quién [es]" y que cree que podría tener una personalidad multifacética; sus personajes, como él, se ocupan de este tema. Entre otros temas principales se encuentran las "historias de probabilidad múltiple", en las que el jugador puede moverse entre diferentes historias igualmente probables según las elecciones que haya realizado; y los grandes efectos que pueden tener las pequeñas coincidencias, lo que se reflejó en el uso de eventos aleatorios. La idea de incluir la aleatorización surgió de cómo Uchikoshi quería "a prueba de spoilers" el juego y sintió que los sitios web de preguntas frecuentes que les dicen a los jugadores cómo ganar el juego hacen que las partidas no sean interesantes. Siempre le había fascinado el concepto de coincidencias y cómo las acciones realizadas en el pasado conducen a "dónde estamos hoy", por lo que investigó y leyó mucho sobre el tema para prepararse para escribir la historia. El tema de ningún bien o mal absoluto provino de la literatura budista que Uchikoshi había leído, en particular la idea budista zen de "shiki soku zeku", que describió como "la materia es vacía y la forma es vacío". Debido a esta idea, Uchikoshi trató de dar a cada personaje "su propio sentido de justicia personal que creen que es cierto", lo que da como resultado personajes con diferentes filosofías que se enfrentan entre sí.
Mientras que los títulos anteriores de Zero Escape cuentan sus narrativas a través de segmentos de novelas visuales, Zero Time Dilemma los reemplaza con escenas de cine, con la intención de que los jugadores occidentales se sientan familiares y "emulen la sensación de un programa de televisión estadounidense de gran presupuesto". Para promover este efecto, se incluyó la opción de desactivar los subtítulos. Debido a este enfoque más cinematográfico, Uchikoshi pudo hacer uso de su experiencia al escribir la serie de anime Punch Line (2015). Las inspiraciones para el cambio de formato fueron la serie de juegos de aventuras The Walking Dead (2012-2019) de Telltale Games y el juego de aventuras Time Travelers de Level-5 (2012). Uchikoshi dijo que esto reduciría la barrera de entrada para las personas que no están necesariamente interesadas en las novelas visuales, y que el atractivo masivo es importante para Spike Chunsoft, ya que solo una audiencia japonesa no es suficiente para la producción de aventuras. juegos. La naturaleza episódica y no lineal de los capítulos del juego se hizo para atraer a jugadores más casuales y personas nuevas en la serie, ya que pueden descubrir la historia a su propio ritmo sin ser "forzados a hacer una historia de principio a fin". El uso de fragmentos agregó cierto desafío a la escritura de la historia: Uchikoshi tenía que tener cuidado al planificar la progresión de la historia, ya que los cambios en un fragmento también afectarían a los fragmentos que lo rodeaban. Al dividir la historia en fragmentos, consideró lo que sería más entretenido para los jugadores.
En respuesta a los comentarios de los jugadores, Zero Time Dilemma tenía la intención de tener más suspenso que Virtue's Last Reward: Uchikoshi y el productor del juego decidieron que, dado que Zero Time Dilemma es el último juego de Zero Escape, ya no deberían contenerse y en cambio, hacer lo que siempre habían querido hacer. Debido al tema de vida o muerte, sintieron que habría un impacto menor si se hubieran retenido y que, en cambio, deberían hacer que la violencia en el juego sea "extrema" para que las elecciones del jugador lleguen a casa. Según Uchikoshi, el equipo de desarrollo quería que el jugador se sintiera preocupado y que el juego se hiciera como él quería sin ningún cambio por el bien de las clasificaciones de edad: originalmente habían considerado apuntar a una clasificación de edad CERO D – 17 años o más – pero decidieron apuntar a una calificación de edad Z, que es la calificación de edad más alta en Japón, ya que sintieron que no podían obtener el impacto visual y emocional que querían dentro de una calificación D. A pesar de esto, CERO terminó asignando al juego una calificación D.

### Diseño de personajes
Los personajes del juego fueron diseñados por Rui Tomono; Uchikoshi había considerado pedirle a Kinu Nishimura, el diseñador de personajes de los dos juegos anteriores de la serie, que regresara, pero quería mostrar que la serie había cambiado significativamente. También sintió que, dado que la producción había pasado de fondos y personajes dibujados a cinemáticas en 3D, se necesitaba un "diseño más impresionante" y que era probable que los diseños de Tomono fueran aceptados internacionalmente sin dejar de sentirse japoneses. Se tuvieron que cambiar algunos diseños de personajes debido a dificultades técnicas con los modelos 3D: las mangas holgadas del vestido de Akane se ajustaron más; Se quitó la chaqueta de Junpei; y se eliminaron los aspectos asimétricos del diseño de Eric.
El diseño del personaje de Zero se cambió para adaptarse al enfoque de la historia en un virus; el personaje usa una máscara de médico de la peste en lugar de la máscara de gas que usa en los juegos anteriores. Carlos fue diseñado para comunicar claramente su ocupación como bombero: le dieron cicatrices en los brazos, una camiseta y una camisa ajustadas para ayudar a mostrar su complexión musculosa y silueta, y un hacha bordada en el bolsillo de su camisa. Debido a que Akane es japonesa, su diseño incorporó elementos japoneses, como el uso de líneas rectas en la parte superior y un cinturón para emular el aspecto de un kimono y una faja de kimono. El color negro del cinturón estaba destinado a representar su lado oscuro oculto, mientras que las cadenas del cinturón representaban cosas que la constriñen. Inicialmente, las mitades superiores de sus mangas iban a ser de color púrpura pastel para asegurarse de que el diseño no fuera demasiado oscuro y contrastara con el diseño más monocromático de Junpei; Sin embargo, esto se cambió para el modelo final, y Tomono señaló que el uso del púrpura podría ser mejor para un personaje mentalmente inestable. Del mismo modo, a Akane se le dieron acentos azules para contrastar con los rojos de Junpei. Junpei fue rediseñado para adaptarse a su personalidad hastiada en Zero Time Dilemma como su diseño anterior en Nine Hours, Nine Persons, Nine Doors.se sentía "infantil" y chocante. Su proceso de diseño fue difícil, con el equipo de desarrollo pasando por muchas propuestas de diseño.
Originalmente, Sean estaba destinado a usar un casco cúbico, pero Tomono presentó un diseño esférico en su lugar, que Uchikoshi describió como "todo lo que no sabía que quería". Mira fue diseñada para continuar con la tradición de la serie de tener un personaje de " femme fatale sexy " en cada juego: se le dio una chaqueta deportiva abierta y una parte superior tipo bikini para mostrar su escote, y se agregó un efecto de sacudida a su modelo 3D. El diseño y el modelado 3D de Eric transcurrieron sin problemas, con Chime diciendo que algunas caras son más fáciles de modelar que otras. Tomono quería que tuviera una barbilla y una frente específicamente caucásicas , pero notó que tenían que tener cuidado de no ir demasiado lejos, para evitar una apariencia demasiado realista. El diseño de Diana fue difícil de recrear en 3D, ya que el modelo inicial tenía "mejillas de ardilla realmente regordetas", pero se trabajó hasta que coincidió con el diseño. También era difícil de animar debido a su falda larga. Phi originalmente era más baja y tenía ojos más grandes, pero después de que le dieron anteojos, se decidió que debería parecerse más a una modelo para combinar con el aspecto elegante de su cabello corto y anteojos. Partes del diseño de Sigma de Virtue's Last Reward se incorporaron al nuevo, en forma de bordado en su polo.

## Promoción y lanzamiento
En marzo de 2015, Aksys Games lanzó el sitio web 4infinity.co, que consistía en un temporizador de cuenta regresiva; la cuenta regresiva terminó en julio, coincidiendo con el anuncio del juego en Anime Expo. El título y el logotipo del juego se revelaron en octubre, y en diciembre se lanzó una cuenta de Twitter que revelaba ilustraciones de los personajes del juego. El juego se dio a conocer durante una presentación en marzo de 2016. El lanzamiento japonés usa el título de la serie en inglés, Zero Escape, en lugar del Kyokugen Dasshutsu (en japonés: 極限脱出, lit. 'Extreme Escape') título utilizado para lanzamientos japoneses anteriores, ya que los desarrolladores querían renovar la imagen de la serie y traer el título occidental a Japón.
A diferencia de los juegos Zero Escape anteriores, el juego se localizó junto con la producción de la versión japonesa: Aksys Games lo publicó para Nintendo 3DS y PlayStation Vita en América del Norte y Europa el 28 de junio de 2016, con un lanzamiento japonés después. el 30 de junio. Una versión de Microsoft Windows fue lanzada en todo el mundo por Spike Chunsoft el 30 de junio. El juego fue lanzado digital y físicamente en Nintendo 3DS y PlayStation Vita en Norteamérica, y digitalmente solo en Europa. La versión de PlayStation Vita es compatible con PlayStation TV. La versión de Nintendo 3DS no es compatible con el efecto 3D estereoscópico del sistema. El 17 de agosto de 2017 se lanzó en Japón una versión de PlayStation 4 con iluminación y sombreado mejorados y al día siguiente en Norteamérica. Fue lanzado en Europa el 8 de septiembre, con Rising Star Games asistiendo a Aksys Games distribuyendo lascopias al por menor. Se lanzó una versión de Xbox One el 30 de agosto de 2022.
En América del Norte, se lanzó una edición limitada que incluye un reloj de pulsera. Debido a que los relojes se dañaron durante el transporte, se retrasaron y se enviaron por separado del juego. Las copias reservadas en japonés se incluyeron on Zero Escape: Premium Booklet de 48 páginas, que incluye material de producción, ilustraciones de Tomono, resúmenes de los dos juegos Zero Escape anteriores y una precuela escrita por Uchikoshi; se incluyó una edición digital del folleto con el lanzamiento de Microsoft Windows, junto con una parte de la banda sonora del juego. Aksys planea lanzar el folleto por separado del juego, y también está considerando lanzar otros productos basados en el juego. Según Hosoe, su compañía, Supersweep, que publicó los álbumes de la banda sonora de los juegos anteriores, también está considerando publicar un álbum para Zero Time Dilemma.

## Recepción
Zero Time Dilemma fue bien recibido por los críticos en todas las plataformas, y fue el segundo juego de PlayStation Vita con mejores reseñas de 2016 en Metacritic, después de Steins;Gate 0. Durante su semana de estreno en Japón, vendió 5375 copias en PlayStation Vita y 3916 copias en Nintendo 3DS, para un total de 9291 copias vendidas. Fue el tercer juego digital de PlayStation Vita más vendido en junio de 2016 en Europa, a pesar de haber sido lanzado tres días antes de fin de mes. El lanzamiento de Steam tuvo un total estimado de 38 000 jugadores en julio de 2018.
Los cuatro revisores de Famitsu disfrutaron de la configuración del juego de tres equipos diferentes y la progresión de la trama no cronológica, con el jugador obteniendo una mayor comprensión de la historia a medida que juega; uno de ellos dijo que aprender lo que estaba pasando en los fragmentos fue "fantástico" y que le gustó el énfasis en el "drama humano interpersonal". Otro de ellos comentó que el diálogo de "bromas ligeras" es útil para motivar al jugador. Uno de ellos dijo que el juego sería divertido incluso para los jugadores que no hayan jugado entradas anteriores de la serie.
Los revisores de Famitsu notaron que las salas de rompecabezas eran desafiantes y divertidas, pero desearon que el juego hubiera incluido una función de pista para las personas que juegan principalmente por la historia; uno de los revisores también comentó que la forma en que el jugador usa los elementos es difícil en algunos puntos. Apreciaron cómo las salas de rompecabezas, a diferencia de muchos otros juegos de escape de la habitación, no se sienten artificiales. IGN elogió los acertijos "inventivos", la narración "estelar", el tono más oscuro, las decisiones y las consecuencias, los "hermosos momentos de los personajes" y la "trama alucinante".
Destructoid llamó al juego un "sello de excelencia" arruinado solo por la "presentación abismal" de las escenas de corte. A un crítico de Famitsu le gustó cómo el juego permite al jugador saltar escenas ya vistas, mientras que otro comentó que las escenas no están perfectamente sincronizadas con los labios de la actuación de voz japonesa.
El juego ha ganado o ha sido nominado a algunos premios: ganó el premio de Destructoid al mejor juego de PlayStation Vita de 2016, el premio de Game Informer al mejor final en un juego de aventuras de 2016, y el de RPGFan Premio Reader's Choice en la categoría de juegos de aventuras y novelas visuales. Fue subcampeón de los premios Hardcore Gamer 's Best Story, Best Voice Acting y Best PlayStation Vita Game of 2016, y fue nominado para los juegos de Nintendo 3DS y PlayStation Vita de IGN premios del año. Fue seleccionado para dos de los Premios de los editores de RPGFan: Peter Triezenberg lo clasificó como el quinto mejor juego del año, mientras que Robert Fenner lo seleccionó en su categoría Más decepcionante; y Mira se incluyó en la lista de Destructoid de sus nuevos personajes de videojuegos favoritos de 2016.